# تعلم تعاوني

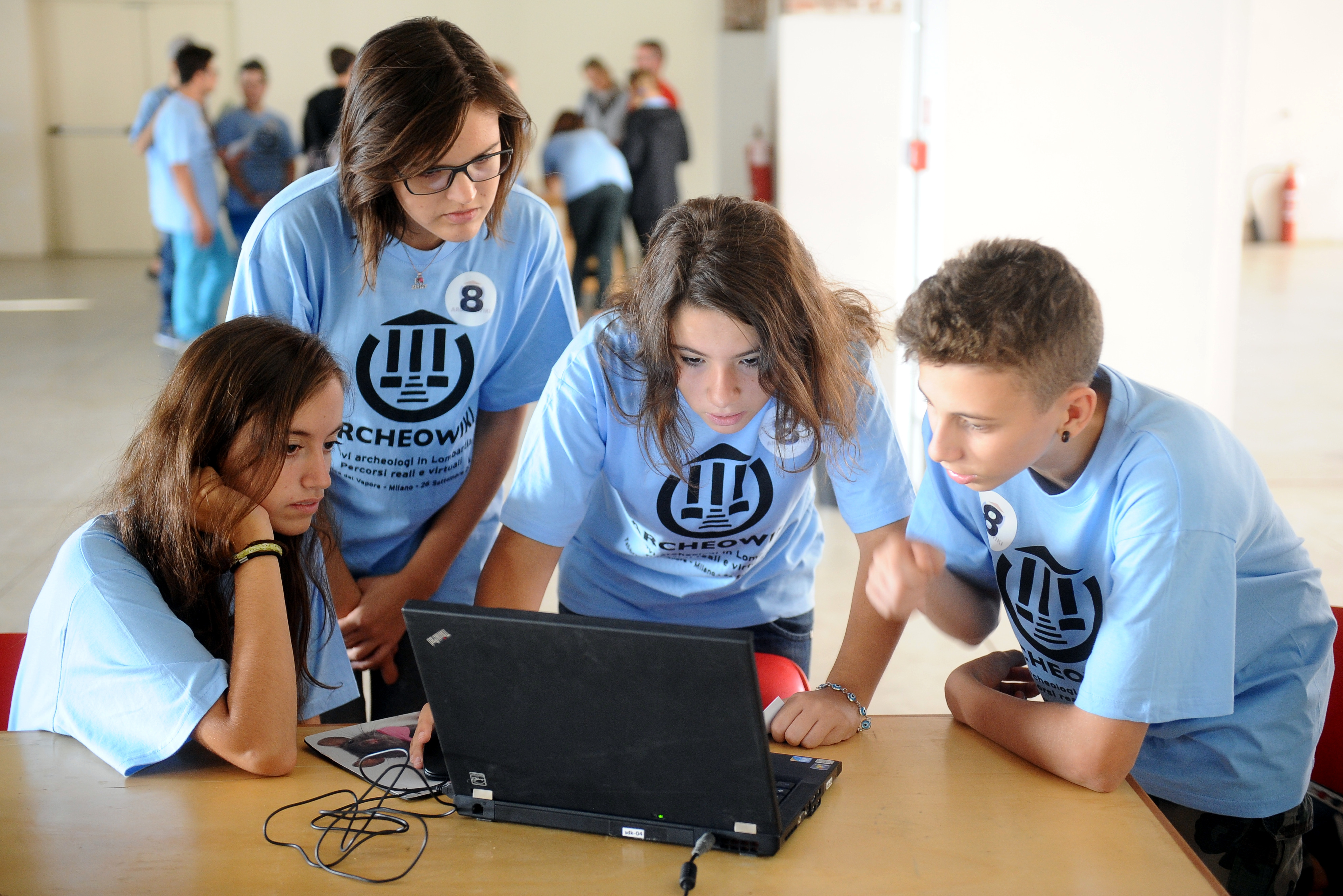

التعلم التعاوني هو منهج لتنظيم الأنشطة الصيفية إلى تجارب أكاديمية واجتماعية. ويختلف عن العمل الجماعي، حيث وصف أنه "تنظيم توافق إيجابي". " فينبغي على الطلاب العمل في مجموعات لإنجاز المهام بشكل جماعي لتحقيق الأهداف الأكاديمية. فبخلاف التعلم الفردي، الذي قد يكون تنافسيًا بطبيعته، فقد يؤدي التعلم التعاوني إلى استفادة الطلاب من مصادر ومهارات بعضهم البعض (سؤال بعضهم البعض للحصول على معلومات وتقييم أفكارهم، ورصد عملهم، وما إلى ذلك). فضلاً عن هذا، يتغير دور المعلم من إعطاء المعلومات للطالب إلى محاولة تيسير عملية تعلمه. ومن ثم، ينجح كل فرد في المجموعة عندما تنجح المجموعة. وقد وصف روز وسميث عام (1995) مهام التعلم التعاوني الناجح كطلب ثقافي وإبداعي غير محدد ويتطلب مهام تفكيرية فائقة المستوى. هناك خمسة عناصر أساسية للتطبيق الناجح للتعلم التعاوني داخل الفصول الدراسية.

## معلومات تاريخية
قبل الحرب العالمية الثانية، بدأ واضعو النظريات الاجتماعية أمثال ألبورت وواتسون وشو وميد في وضع نظرية التعلم التعاوني بعد أن وجدوا أن العمل الجماعي أكثر فعالية وكفاءة من حيث الكمية والجودة والإنتاجية بصفة عامة مقارنة مع العمل الفردي. ومع ذلك، لم يتم تنفيذه حتى عام 1937 عندما وجد الباحثون مايو ودوب  أن الأشخاص الذين يتعاونون ويعملون معًا لتحقيق الأهداف المشتركة، كانوا أكثر نجاحًا في تحقيق النتائج، من أولئك الذين يسعون بشكل مستقل لاستكمال الأهداف نفسها. إضافة إلى ذلك، فقد وجدوا أن من يعملون مستقلين لديهم احتمال أكبر لعرض السلوكيات التنافسية. وقد أثر أيضًا الفلاسفة وعلماء النفس في فترة الثلاثينيات والأربعينيات من القرن العشرين من أمثال جون ديوي وكورت ليفين ومورتون دوتش في نظرية التعلم التعاوني الممارسة حاليًا. يعتقد ديوي أنه من المهم أن يقوم الطلاب بتطوير المهارات المعرفية والاجتماعية التي يمكن استخدامها خارج الفصول الدراسية وداخل المجتمع الديمقراطي. وقد صورت هذه النظرية الطلاب كمتلقين فعالين للمعرفة من خلال مناقشة المعلومات والإجابات داخل المجموعات، والمشاركة في عملية التعلم معًا بدلاً من أن يكونوا متلقين سلبيين للمعلومات (على سبيل المثال، في حالة تحدث المعلم وإنصات الطلاب). لذا، استندت مساهمات ليفين فيما يخص التعلم التعاوني على أفكار إقامة علاقات بين أعضاء المجموعة من أجل تنفيذ هدف التعلم بنجاح وتحقيقه. في حين تعتبر مساهمة دوتش في التعلم التعاوني عبارة عن توافق اجتماعي إيجابي، حيث إن الفكرة هي أن الطالب هو المسؤول عن المساهمة في معرفة المجموعة. ومنذ ذلك الحين، ساهم ديفيد وروجر جونسون Roger Johnson بفاعلية في نظرية التعلم التعاوني. وفي عام 1975، اعتبروا أن التعلم التعاوني يدعم التشابه المتبادل والتواصل الأفضل والقبول والدعم السامِ، إضافة إلى إظهار زيادة تنوع إستراتيجيات التفكير بين أفراد المجموعة. فجدير بالذكر أن الطلاب الذين يبدون أكثر تنافسية يفتقرون في تفاعلهم وثقتهم بالآخرين وفي مشاركتهم العاطفية مع الطلاب الآخرين. في عام 1994 نشر جونسون وجونسون العناصر الخمسة الأساسية (التوافق الإيجابي والمسؤولية الفردية والتفاعل وجهًا لوجه والمهارات الاجتماعية والمعالجة) لتعلم المجموعة الفعالة والتحقيق والنظام الاجتماعي السامي والمهارات الشخصية والمعرفية (مثل، حل المشاكل والتفكير وصُنع القرار والتخطيط والتنظيم والانعكاس).

## الأنواع
يتمحور التعلم التعاوني ويُبسطه ويراقبه المعلم مع مرور الوقت، ويُستخدم لتحقيق أهداف المجموعة في مهمة عمل (على سبيل المثال استكمال وحدة). ويمكن أن تتكيف أو تتعين أي مادة تدريبية مع هذا النوع من التعلم حيث إنه من الممكن أن يتراوح عدد أفراد المجموعات من 2-6 أشخاص مع مناقشات تستمر لبضع دقائق حتى انتهاء الحصة الدراسية. ومن ثم، تشتمل أنواع إستراتيجيات التعلم التعاوني الرسمي على جيكسو (jigsaw) أو الواجبات المحددة التي تشتمل على حل مشاكل المجموعة وصنع القرار أو المختبرات أو التعيينات التجريبية واستعراض زملاء العمل (على سبيل المثال، تحرير التعيينات الكتابية). وغالبًا ما يساعد هذا النوع من التعلم في امتلاك الخبرة وتطوير مهارات التعلم غير الرسمي والأساسي. لذا، تُعد أنشطة جيكسو رائعة للغاية حيث يؤدي الطالب دور المعلم في موضوع معين، ويكون مسؤولاً عن تدريس الموضوع لزملائه. فالفكرة هي أنه إذا كان الطالب يستطيع تعليم غيره شيئًا ما، فيكون قد تعلم بالفعل هو/هي هذه المادة.
إضافة إلى ذلك، يدمج التعلم التعاوني غير الرسمي تعلم المجموعة مع التعليم السلبي عن طريق جذب الانتباه للمادة الدراسية طوال الدرس من خلال مجموعات صغيرة أو عن طريق المناقشة في نهاية الدرس، وعادة ما تشتمل على مجموعات مكونة من شخصين (على سبيل المثال مناقشات المشاركة). وغالبًا ما تكون هذه المجموعات وقتية ويمكن تغييرها من درس لآخر (بخلاف التعلم الرسمي المطلق والذي قد يتشارك فيه طالبان كزملاء طوال الفصل الدراسي كاملاً ويشاركان بعضهما البعض في معرفة العلوم). حيث تشتمل المناقشات النموذجية على أربعة عناصر وهي صياغة الرد على الأسئلة المطروحة من قبل المعلم والاشتراك مع رفيق الدراسة في الردود على الأسئلة المطروحة والاستماع إلى ردود رفيق الدراسة على السؤال نفسه، وإيجاد إجابة جديدة متطورة. ومن ثم، يمكن هذا النوع من التعلم الطالب من معالجة وتوطيد والاحتفاظ بالعديد من المعلومات المتعلمة.
تجتمع المجموعات المتناظرة في التعلم التعاوني على أساس المجموعات، مع بعضها البعض على المدى الطويل (على سبيل المثال، على مدار السنة أو عدة سنوات مثلما هو الحال في المدرسة الثانوية أو دراسات ما بعد المرحلة الثانوية) لتطوير والمساهمة في إتقان المعرفة لبعضهم البعض على موضوع معين من خلال مواد المناقشة النظامية وتشجيع بعضهم البعض، ودعم الناجحين من أعضاء المجموعة على المستوى الأكاديمي والشخصي. لذا، يُعد أساس تعلم المجموعة من الأمور الفعالة لتعلم موضوع البحث المعقد على مدار السنة أو الفصل الدراسي وتقييم الرعاية والعلاقات المتناظرة الداعمة والتي تُحفز وتدعم بدورها التزام الطالب بتعليم المجموعة على الرغم من تزايد ثقته بنفسه وتقديره لذاته. ومن خلال طرق أساس المجموعة، يكتسب الطلاب مسؤولية تعليم المجموعات المتناظرة معهم في حال تغيب أحد أعضاء المجموعة عن الدرس. ومن ثم، يُعد هذا فعالاً في كل من التعلم الفردي، فضلاً عن الدعم الاجتماعي.

## العناصر
ناقش براون (Brown) وسيوفيتلي باركر (Ciuffetelli Parker) عام (2009) وسيلتالا (Siltala) عام (2010) العناصر الخمسة الأساسية والجوهرية للتعلم التعاوني:
1. التوافق الإيجابي
- ينبغي على الطلاب المشاركة بصورة كاملة وبذل قصارى جهدهم داخل مجموعتهم
- يكون لدى كل عضو في المجموعة مهمة/دور/مسؤولية لذلك ينبغي عليهم أن يؤمنوا بأنهم مسؤولون عن تعلمهم ومجموعتهم

2. التفاعل المشجع وجهًا لوجه
- يشجع جميع الأعضاء نجاح بعضهم البعض
- يشرح الطلاب لبعضهم البعض ما استوعبه كل منهم أو ما تعلمه ويساعدون بعضهم البعض في فهم وإتمام الواجبات المحددة

3. المسؤولية الفردية والجماعية
- على كل طالب توضيح مضمون ما درسه
- كل طالب مسؤول عن تعلمه وعمله ومن ثم التخلص من «التسكع الاجتماعي»

4. المهارات الاجتماعية
- المهارات الاجتماعية التي يجب أن تدرس من أجل نجاح التعلم التعاوني
- تشمل مهارات الاتصال الفعال ومهارات العلاقات الشخصية والجماعية

1. القيادة
2. صنع القرار
3. بناء الثقة
4. الاتصالات
5. مهارات إدارة الصراعات
5. التعامل الجماعي
- يتعين على المجموعات بين الحين والآخر تحديد فعاليتهم وتقرير كيفية تحسينها